# 퍼시벌
퍼시벌(Percival)은 아서왕 전설에 등장하는 원탁의 기사 가운데 한 사람이다. 웨일스 문학에서는 ‘페레두르(Peredur)’라는 이름으로 등장한다. 아서왕 전설에서 퍼시벌은 성배를 찾기 위한 여정에 참여한 인물로서 매우 유명하다.

## 픽션의 배경
퍼시벌이 등장하는 최초의 이야기는 크레티앵 드 트루아가 쓴 《페르스발, 거룩한 잔 이야기(Perceval, le Conte du Graal)》이다. 이밖에도 볼프람 폰 에셴바흐의 《파르치팔(Parzival)》, 토머스 맬러리의 《아서왕의 죽음(Le Morte d'Arthur)》, 로베르 드 보롱의 《잃어버린 퍼시벌(lost Perceval)》 등 많은 작품에서 퍼시벌의 모험담을 그려내고 있다.
퍼시벌의 탄생에 대해서는 여러 가지 이야기가 있다. 그중 대표적인 것이 그가 귀족 출신으로 페레노어왕 또는 무명의 훌륭한 기사의 아들이라는 것이다. 퍼시벌의 어머니에 대해서는 그 이름이 전해져오고 있진 않지만, 이야기에서 매우 중요한 역할을 수행한다. 누이는 딘드레인이라는 이름으로 알려져 있으며, 거룩한 잔을 간직하고 있는 것으로 묘사된다. 그의 친형제로는 아글로베일, 라모라크, 도르나르 등이 있으며, 어머니가 다른 배다른 형제로는 토르가 있다.
아버지가 죽자 퍼시벌의 어머니는 그를 웨일스의 숲속으로 데리고 갔으며, 퍼시벌은 그곳에서 15세가 될 때까지 나무를 깎아 만든 투창을 유일한 장난감으로 쓰면서 자신의 출신에 대해 아무것도 모르고 살았다. 그러던 어느 날, 자신이 사는 나무 집 근처로 한 무리의 기사들이 지나가는 것을 본 그는 기사가 되고 싶다는 소망을 갖게 되었다. 그리하여 아서왕의 궁전으로 들어갔다. 그리고 아서왕은  황금 술잔을 훔친 초원의 기사를 무찌르라는 조건을 달았다. 그래서 그는 초원의 기사와 싸우러 갔다. 그는 기사의 창을 잘 피하다가 나무 투창을 기사의 이마에 던져 찔러 기사를 죽이고 황금 술잔을 되찾은 뒤, 그는 아서왕에게 받아들여져 원탁의 기사의 일원이 되었다. 또 가웨인과 친구가 되었다.

## 원탁의 기사

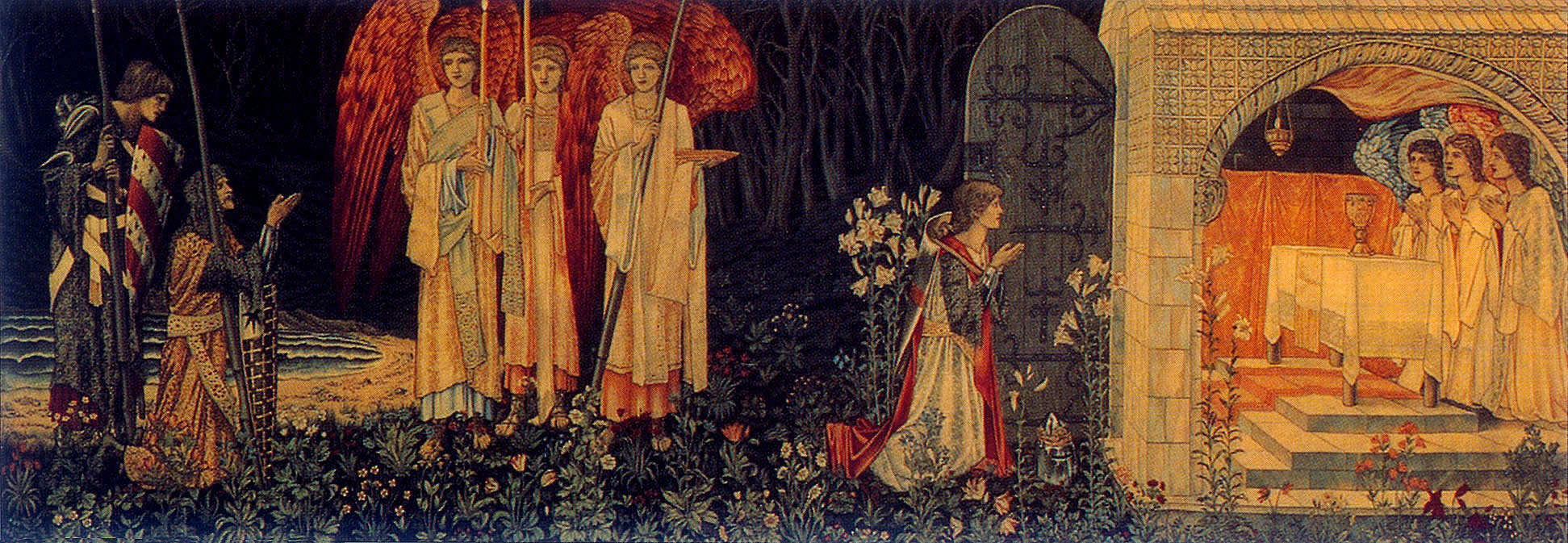
갤러해드, 보스와 함께 거룩한 잔을 찾아낸 퍼시벌을 묘사한 에드워드 번 존스의 태피스트리.

퍼시벌은 성배와 밀접한 연관이 있는 인물이다. 크레티앵 드 트루아의 《페르스발, 거룩한 잔 이야기》에서 그는 불구가 된 피셔 킹과 한 신비스러운 술잔을 보게 되는데, 나중에 그 술잔이 병든 자를 치유할 수 있는 힘을 지닌 거룩한 잔(성배)이었다는 것을 알고는 만일 그때 이 술잔이 거룩한 잔(성배)이냐고 물어서 확인을 했더라면 피셔왕을 고칠 수 있었을 것이라며 후회하였다. 자신의 실수를 깨달른 퍼시벌은 결국 거룩한 잔(성배)을 찾기 위한 긴 여정을 떠났다. 여기까지가 크래티앵 드 트루아의 이야기이며 이후의 이야기는 여러 작가가 이야기를 각각의 방향으로 이끌어갔다.
그리하여 나중에는 결과적으로 란슬롯의 아들인 갤러해드가 진짜 거룩한 잔을 찾게 된다. 결과적으로 갤러해드가 거룩한 잔(성배)을 찾게 되면서 퍼시벌이 차지하는 비중은 크게 줄어들었지만, 여전히 갤러해드, 보스와 함께 거룩한 잔을 찾는 여정을 떠난 기사 가운데 한 사람으로서 주요 등장인물로 굳게 자리매김하고 있다.
초창기 이야기에는 퍼시벌의 연인으로 블랑슈플뢰르가 등장하며, 퍼시벌은 피셔왕을 치유한 후에 카르보네크의 왕이 되는 것으로 나오지만, 후대 이야기에는 거룩한 잔을 찾아 손에 넣은 후에 죽은 순결한 동정남으로 묘사되었다. 볼프람의 이야기에는 퍼시벌의 아들로 로엔그린이라는 인물이 등장하는데, 훗날의 그는 스완의 기사가 된다.